# Eugen Dominik Bruntálský z Vrbna
Evžen Dominik hrabě Bruntálský z Vrbna (též Eugen Dominik Rudolf hrabě Bruntálský z Vrbna, německy Eugen Dominik Rudolf Graf von Wrbna und Freudenthal; 4. září 1786 Vídeň – 24. března 1848 Vídeň) byl český šlechtic ze starobylého rodu Bruntálských z Vrbna. Proslul především jako majitel železáren v Komárově u Hořovic a investor tzv. Lánské koněspřežky, angažoval se i v obrozeneckých aktivitách v Čechách. U císařského dvora zastával funkci císařského nejvyššího štolby (1834–1848).

## Život
Narodil se ve Vídni jako nejstarší syn majitele panství Hořovice Rudolfa Jana Bruntálského z Vrbna (1761–1823) a jeho manželky Marie Terezie, rozené hraběnky Kounicové (1763–1803), vnučky významného státníka, knížete Václava Antonína Kounice. Přes rodinu své matky byl spřízněn s říšským kancléřem Metternichem. V roce 1823 převzal po otcově smrti rodové dědictví v Hořovicích. Nakonec u dvora zastával v letech 1834–1848 funkci císařského nejvyššího štolby.
Pokračoval ve vedení úspěšné slévárny v Komárově na Hořovicku, ty patřily k předním evropským producentem litiny s uměleckoprůmyslovým využitím. Roku 1825 se pak Eugen z Vrbna zapojil do činnosti vznikající Pražské železniční společnosti, která stála za iniciováním a stavbou tzv. Lánské koněspřežky. V roce 1825 žádali spolu hrabětem Kašparem Šternberkem o stavební koncesi, právo k postavení dráhy získali 30. července 1827. Podle císařského privilegia měla dráha pokračovat z Kladna přes křivoklátské lesy, Zbečno a Liblín do Plzně, tedy též přes hořovické panství. Projekt však nakonec nebyl realizován v plné výši, nejdále byla dráha roku 1833 dovedena až do polesí Píně jihozápadně od Lán.
Rodové dědictví po otci převzal v dobrém hospodářském stavu, svými podnikatelskými aktivitami a nákladným pobytem u císařského dvora se ale zadlužoval a panství Hořovice nakonec přivedl k finančnímu úpadku. Přesto realizoval před rokem 1839 přestavbu zámku v Hořovicích, kdy došlo k propojení hlavní budovy a bočních křídel.
V roce 1806 byl jmenován císařským komorníkem a v hodnosti nejvyššího štolby obdržel v roce 1834 titul c. k. tajného rady s nárokem na oslovení Excelence. Získal několik vyznamenání od zahraničních panovníků, byl nositelem ruského Řádu bílé orlice a Řádu sv. Alexandra Něvského, Řádu württemberské koruny a nositelem bádenského Domácího řádu věrnosti. Kromě toho byl čestným členem řady institucí kulturního a hospodářského zaměření.
Eugen Dominik Bruntálský z Vrbna zemřel 24. března 1848 ve Vídni. Pohřben byl v rodové empírové kaplové hrobce zbudované roku 1811 na hořovickém městském hřbitově. Stal se zároveň posledním zde pohřbeným členem rodu.

## Rodina

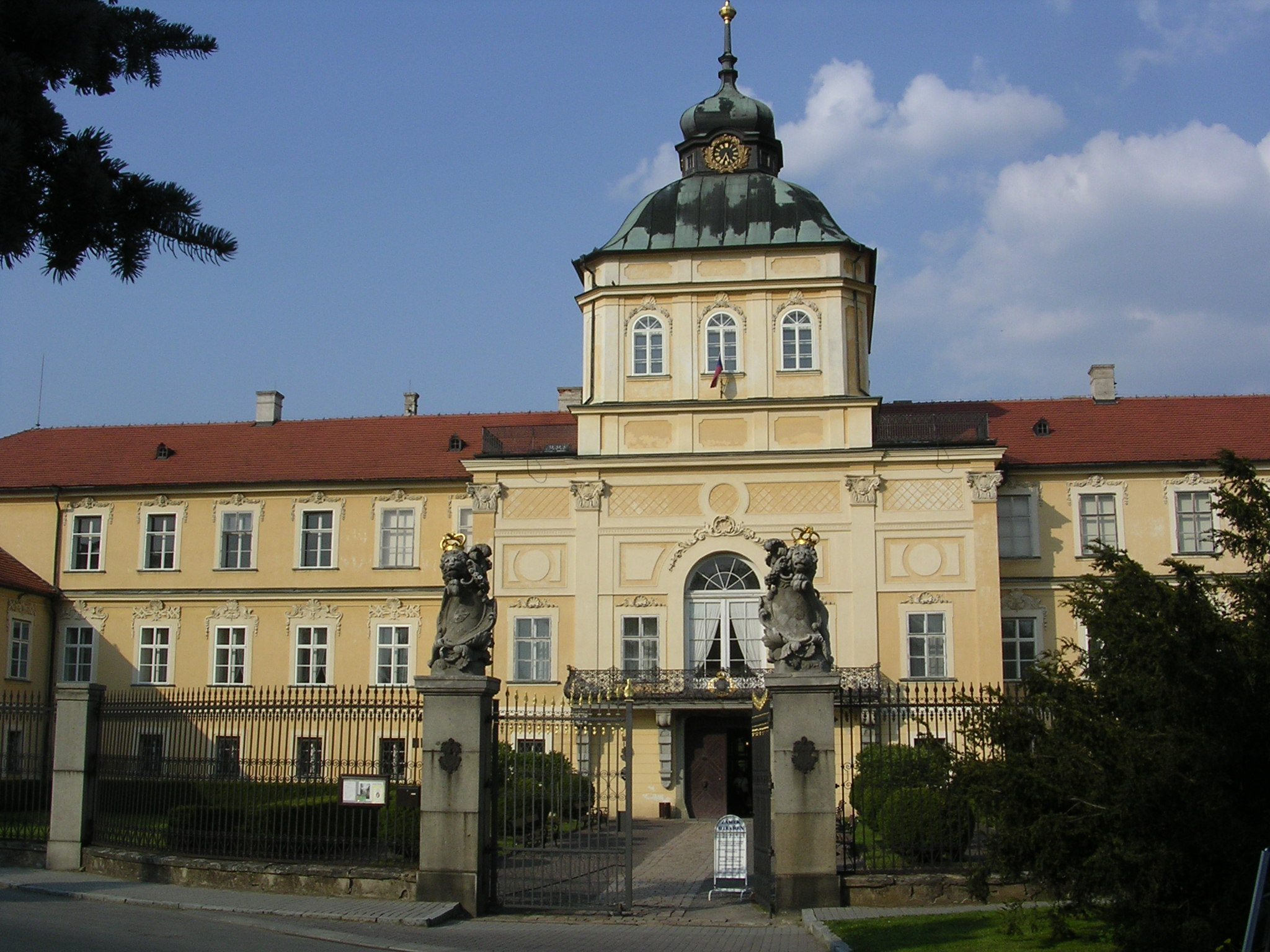
Zámek v Hořovicích, hlavní rodové sídlo

Dne 8. července 1810 se ve vídeňské katedrále svatého Štěpána oženil s hraběnkou Marií Barborou Erdödyovou z Monyorókeréku a Monoszló (1793–1858) pocházející z uherského šlechtického rodu. Marie Barbora byla později dámou Řádu hvězdového kříže a c. k. palácovou dámou. Manželé měli spolu osm dětí, všechny se dožily dospělosti.
- 1. Dominik (22. 2. 1811 – 28. 1. 1876 Praha), manž. 1873 hraběnka Ida Grimaud d'Orsay (5. 8. 1816 Vídeň – 28. 9. 1894 Horní Maršov)
- 2. Marie Terezie (1. 4. 1812 Vídeň – 12. 3. 1890 Vídeň), manž. 1839 hrabě Antonín Bedřich II. Mitrovský (16. 4. 1801 Vídeň – 19. 8. 1865 Kunštát), nejvyšší zemský sudí (1841–1847), prezident vrchního zemského soudu v Čechách (1849–1854)
- 3. Rudolf Evžen (28. 4. 1813 Vídeň – 6. 2. 1883 Vídeň), poslanec Říšské rady a Moravského zemského sněmu, člen Panské sněmovny, zůstal svobodný, ale měl nemanželského syna Karla (1861–1941)
- 4. Karolína (11. 2. 1815 Vídeň – 18. 10. 1843 Křimice), manž. 1834 Jan Nepomuk Karel z Lobkowicz (14. 1. 1799 Vídeň – 6. 6. 1878 Konopiště), c. k. komoří, zakladatel křimické linie roudnické primogenitury Lobkowiczů
- 5. Františka (22. 9. 1816 Vídeň – 4. 3. 1892 Vídeň), manž. 1834 hrabě Jan Maxmilián z Hardeggu (14. 7. 1810 Hrušovany nad Jevišovkou – 21. 4. 1894 Vídeň)
- 6. Arnoštka (8. 4. 1819 Vídeň – 11. 8. 1907 Neapol), manž. 1837 kníže Vincenzo Ruffo (25. 6. 1810 Katánie – 6. 5. 1889 Řím)
- 7. Evžen (25. 3. 1822 Vídeň – 21. 1. 1882 Vídeň), generálmajor rakousko-uherské armády, svobodný a bezdětný
- 8. Barbara Dominika (31. 3. 1824 Vídeň – 13. 1. 1900 Neapol), manž. 1851 Nicandro Onofrio Simeoni (29. 7. 1816 Neapol – 4. 9. 1892 Neapol)[14]

## Vývod z předků
|                                  |                                                       |  |                            |                                                              |  |  |  |  |  |  |  | Jan František Bruntálský z Vrbna |
|                                  |                                                       |  |                            |                                                              |  |  |  |  |  |  |  |                                  |
|                                  | Norbert František Václav Bruntálský z Vrbna           |  |                            |                                                              |  |  |  |  |  |  |  |                                  |
|                                  |                                                       |  |                            |                                                              |  |  |  |  |  |  |  |                                  |
|                                  |                                                       |  |                            | Marie Terezie Františka z Martinic                           |  |  |  |  |  |  |  |                                  |
|                                  |                                                       |  |                            |                                                              |  |  |  |  |  |  |  |                                  |
|                                  | Eugen Václav Bruntálský z Vrbna                       |  |                            |                                                              |  |  |  |  |  |  |  |                                  |
|                                  |                                                       |  |                            |                                                              |  |  |  |  |  |  |  |                                  |
|                                  |                                                       |  |                            | Václav Norbert Oktavián Kinský                               |  |  |  |  |  |  |  |                                  |
|                                  |                                                       |  |                            |                                                              |  |  |  |  |  |  |  |                                  |
|                                  | Marie Aloisie Štěpánka Kinská                         |  |                            |                                                              |  |  |  |  |  |  |  |                                  |
|                                  |                                                       |  |                            |                                                              |  |  |  |  |  |  |  |                                  |
|                                  |                                                       |  |                            | Anna Terezie z Nesselrode                                    |  |  |  |  |  |  |  |                                  |
|                                  |                                                       |  |                            |                                                              |  |  |  |  |  |  |  |                                  |
|                                  | Rudolf Jan Bruntálský z Vrbna                         |  |                            |                                                              |  |  |  |  |  |  |  |                                  |
|                                  |                                                       |  |                            |                                                              |  |  |  |  |  |  |  |                                  |
|                                  |                                                       |  |                            | Lőrinc, Baron Zay de Csömör, Graf von Kollonitz de Kollográd |  |  |  |  |  |  |  |                                  |
|                                  |                                                       |  |                            |                                                              |  |  |  |  |  |  |  |                                  |
|                                  | Ladislav Kollonics z Kollegrádu                       |  |                            |                                                              |  |  |  |  |  |  |  |                                  |
|                                  |                                                       |  |                            |                                                              |  |  |  |  |  |  |  |                                  |
|                                  |                                                       |  |                            | Marie Polyxena Kollonicsová z Kollográdu                     |  |  |  |  |  |  |  |                                  |
|                                  |                                                       |  |                            |                                                              |  |  |  |  |  |  |  |                                  |
|                                  | Marie Terezie Kollonićová z Kollegrádu                |  |                            |                                                              |  |  |  |  |  |  |  |                                  |
|                                  |                                                       |  |                            |                                                              |  |  |  |  |  |  |  |                                  |
|                                  |                                                       |  |                            | Jan Jindřich Kollonics z Kollográdu                          |  |  |  |  |  |  |  |                                  |
|                                  |                                                       |  |                            |                                                              |  |  |  |  |  |  |  |                                  |
|                                  | Marie Eleonora Kolloničová z Kollegrádu               |  |                            |                                                              |  |  |  |  |  |  |  |                                  |
|                                  |                                                       |  |                            |                                                              |  |  |  |  |  |  |  |                                  |
|                                  |                                                       |  |                            | Marie Alžběta z Valdštejna                                   |  |  |  |  |  |  |  |                                  |
|                                  |                                                       |  |                            |                                                              |  |  |  |  |  |  |  |                                  |
| Evžen Dominik Bruntálský z Vrbna |                                                       |  |                            |                                                              |  |  |  |  |  |  |  |                                  |
|                                  |                                                       |  |                            |                                                              |  |  |  |  |  |  |  |                                  |
|                                  |                                                       |  | Maxmilián Oldřich z Kounic |                                                              |  |  |  |  |  |  |  |                                  |
|                                  |                                                       |  |                            |                                                              |  |  |  |  |  |  |  |                                  |
|                                  | Václav Antonín z Kounic-Rietbergu                     |  |                            |                                                              |  |  |  |  |  |  |  |                                  |
|                                  |                                                       |  |                            |                                                              |  |  |  |  |  |  |  |                                  |
|                                  |                                                       |  |                            | Marie Ernestina Františka z Rietbergu                        |  |  |  |  |  |  |  |                                  |
|                                  |                                                       |  |                            |                                                              |  |  |  |  |  |  |  |                                  |
|                                  | Dominik Ondřej z Kounic                               |  |                            |                                                              |  |  |  |  |  |  |  |                                  |
|                                  |                                                       |  |                            |                                                              |  |  |  |  |  |  |  |                                  |
|                                  |                                                       |  |                            | František Antonín ze Starhembergu                            |  |  |  |  |  |  |  |                                  |
|                                  |                                                       |  |                            |                                                              |  |  |  |  |  |  |  |                                  |
|                                  | Marie Ernestina ze Starhembergu                       |  |                            |                                                              |  |  |  |  |  |  |  |                                  |
|                                  |                                                       |  |                            |                                                              |  |  |  |  |  |  |  |                                  |
|                                  |                                                       |  |                            | Maria Antonia, Gräfin von Starhemberg                        |  |  |  |  |  |  |  |                                  |
|                                  |                                                       |  |                            |                                                              |  |  |  |  |  |  |  |                                  |
|                                  | Marie Terezie Antonie z Kounic-Rietbergu-Questenbergu |  |                            |                                                              |  |  |  |  |  |  |  |                                  |
|                                  |                                                       |  |                            |                                                              |  |  |  |  |  |  |  |                                  |
|                                  |                                                       |  |                            | Ferdinand Vilém z Plettenbergu                               |  |  |  |  |  |  |  |                                  |
|                                  |                                                       |  |                            |                                                              |  |  |  |  |  |  |  |                                  |
|                                  | František Josef Antonín z Plettenbergu                |  |                            |                                                              |  |  |  |  |  |  |  |                                  |
|                                  |                                                       |  |                            |                                                              |  |  |  |  |  |  |  |                                  |
|                                  |                                                       |  |                            | Bernhardine Felizitas von Westerholt-Lembeck                 |  |  |  |  |  |  |  |                                  |
|                                  |                                                       |  |                            |                                                              |  |  |  |  |  |  |  |                                  |
|                                  | Bernardina z Plettenbergu                             |  |                            |                                                              |  |  |  |  |  |  |  |                                  |
|                                  |                                                       |  |                            |                                                              |  |  |  |  |  |  |  |                                  |
|                                  |                                                       |  |                            | František Antonín z Lamberka                                 |  |  |  |  |  |  |  |                                  |
|                                  |                                                       |  |                            |                                                              |  |  |  |  |  |  |  |                                  |
|                                  | Marie Aloisie z Lambergu                              |  |                            |                                                              |  |  |  |  |  |  |  |                                  |
|                                  |                                                       |  |                            |                                                              |  |  |  |  |  |  |  |                                  |
|                                  |                                                       |  |                            | Ludovika z Hohenzollern-Hechingenu                           |  |  |  |  |  |  |  |                                  |
|                                  |                                                       |  |                            |                                                              |  |  |  |  |  |  |  |                                  |